# Saint-Maixme-Hauterive
Saint-Maixme-Hauterive ist eine französische Gemeinde mit 410 Einwohnern (Stand: 1. Januar 2022) im Département Eure-et-Loir in der Region Centre-Val de Loire; sie gehört zum Arrondissement Dreux und zum Kanton Saint-Lubin-des-Joncherets. 

## Geographie
Saint-Maixme-Hauterive liegt etwa 29 Kilometer nordwestlich von Chartres. Umgeben wird Saint-Maixme-Hauterive von den Nachbargemeinden Maillebois im Westen und Norden, Saint-Ange-et-Torçay im Norden und Nordosten, Saint-Jean-de-Rebervilliers im Nordosten, Châteauneuf-en-Thymerais im Osten, Thimert-Gâtelles im Südosten und Süden, Ardelles im Süden, Digny im Süden und Südwesten sowie Jaudrais im Westen und Nordwesten.

## Bevölkerungsentwicklung
| Jahr                       | 1962 | 1968 | 1975 | 1982 | 1990 | 1999 | 2006 | 2013 | 2020 |
| Einwohner                  | 307  | 234  | 243  | 265  | 316  | 349  | 417  | 436  | 403  |
| Quellen: Cassini und INSEE |      |      |      |      |      |      |      |      |      |

## Sehenswürdigkeiten
- Kirche Saint-Même
- königliche Augustinerabtei von Saint-Vincent-aux-Bois, 1130 gegründet, 1791 geschlossen

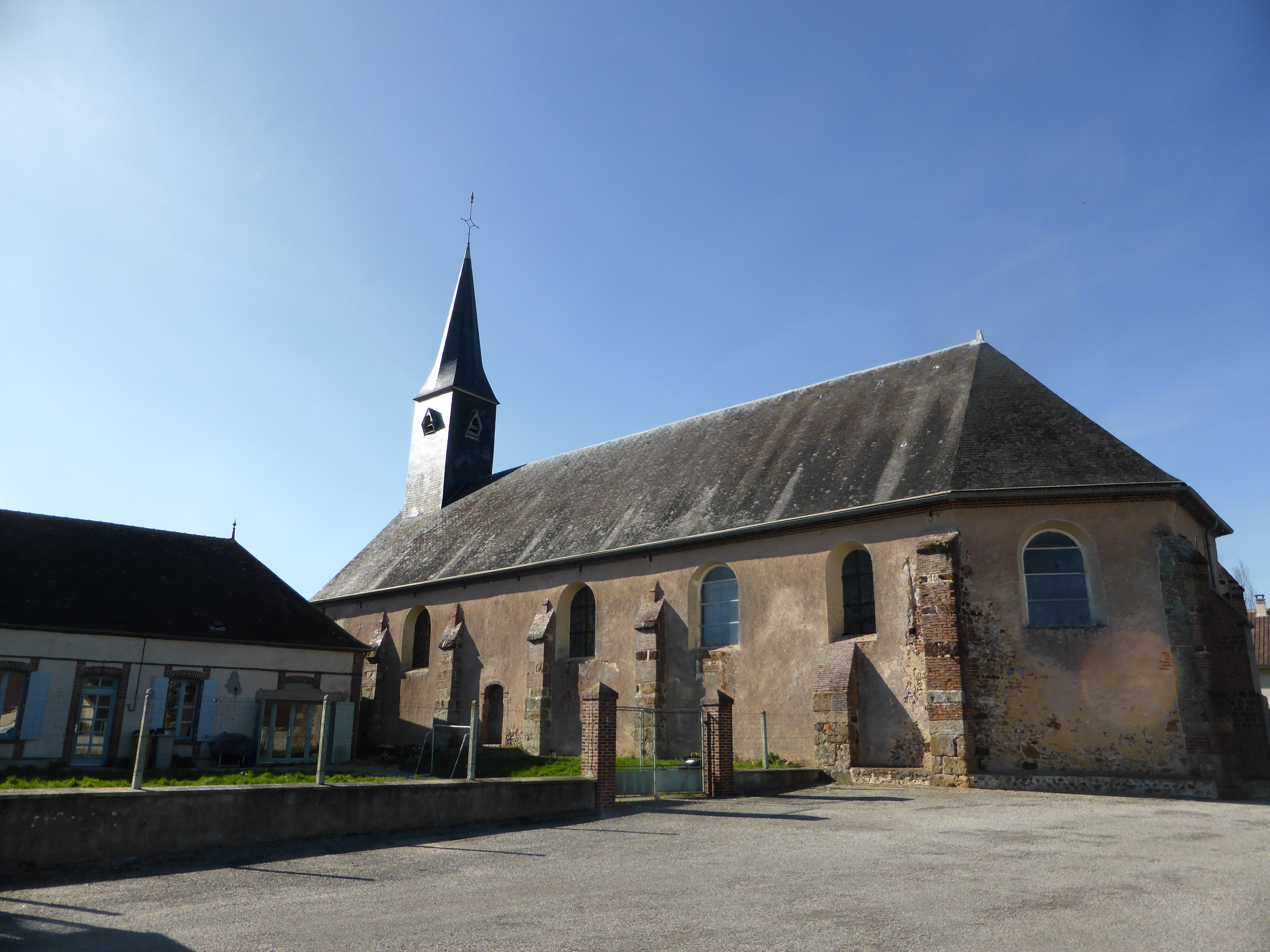
Kirche Saint-Même
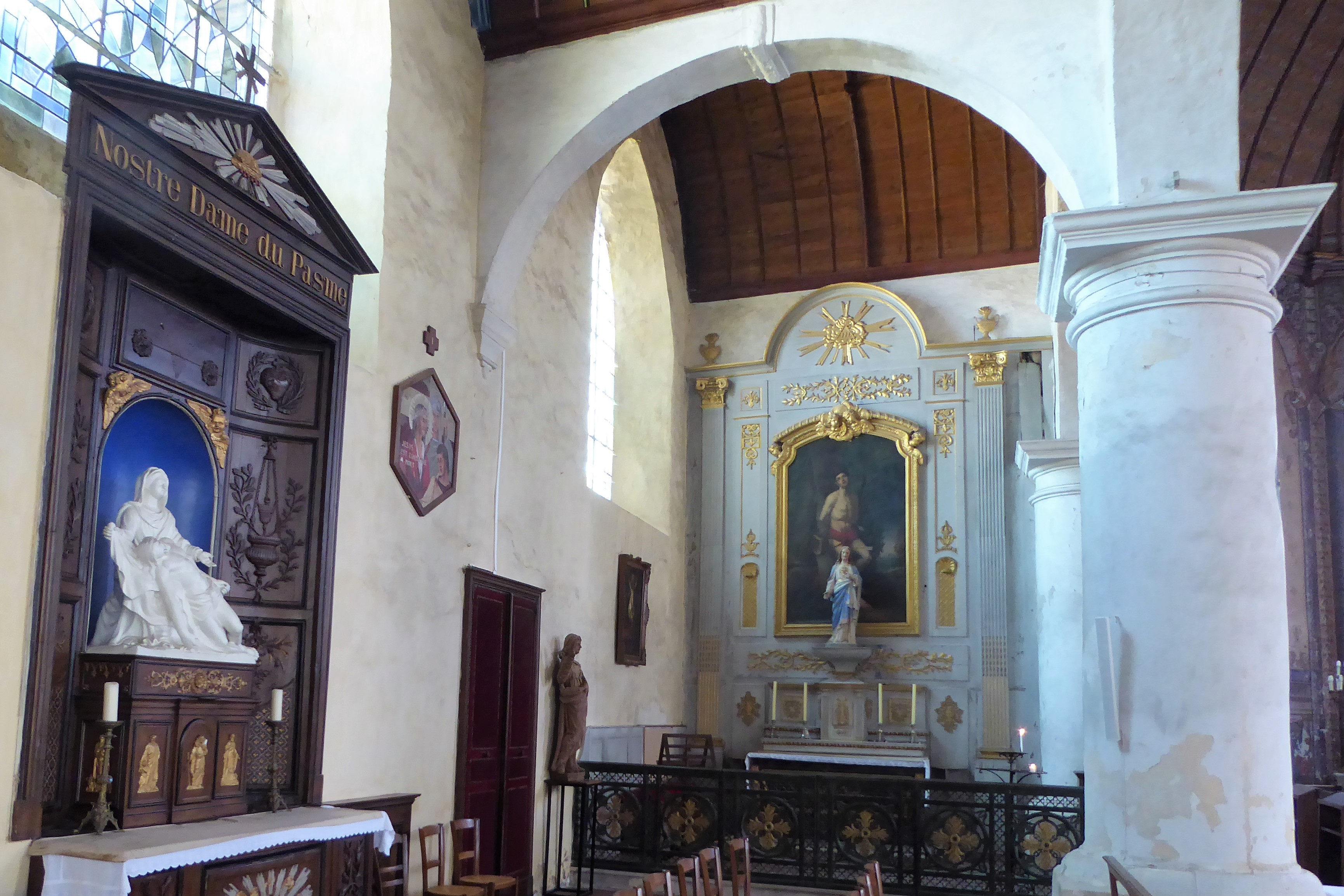
Marienstatue und nördlicher Nebenaltar in der Abtei Saint-Vincent-aux-Bois